# نفود السرة
نفُود السُّرَّة كثبان رملية، تقع في منطقة الرياض وسط المملكة العربية السعودية، تبلغ مساحتها 1,300 كم2، وتمثل 0,2% من مجمل التجمعات الرملية في المملكة.

## الوصف
لم يتغير اسم الصحراء فهو اسم قديم٬ قال الهمداني: «تياس قرن أسود ضخم ورمل بطن السَرة من وراء بجاد٬ وهو المنسوب رمل تياس». تمتد نفُود السرة من الشمال الغربي نحو الجنوب الشرقي على مسافة 177 كم٬ ولكن عرضها لا يتجاوز 10 كم وقد يصل إلى 4 كم فقط٬ ويقطعها طريق الطَّائِف - الرياض السريع٬ ومساحتها 1,300 كم2، منها 548 كم تخص نفُود الدحي٬ وجرت نسبة هذه الرمال إلى وادي السَرة.
ُ
تحد هذه الأ ارضي المنخفضة جبال من الشمال والجنوب يتجاوز ارتفاعها 1000 متر فوق مستوى سطح البحر٬ فمن الشمال توجد جبال العَلم 1297 متر٬ وجبال دَمْخ 1382 متر٬ وجبل صبحا 1524 متر٬ ومن الجنوب جبال رغباء 1147 متر وجبل الزيدي الأعلى 1204 متر٬ وجبل الَّزيدي الأسفل 1083 متر٬ والحصاة الدنيا 1504 متر.